# 棕颈雪雀
棕颈雪雀（学名：Pyrgilauda ruficollis）为雀科黑喉雪雀属的鸟类，是中国的特有物种。分布于青海、新疆、四川、西藏等地，多见于海拔约2500-4000m 的高山、草原、荒漠和裸岩带以及多营巢于墙洞、土岩或鼠兔废弃的洞内。该物种的模式产地在锡金。

## 亚种
- 棕颈雪雀青海亚种（学名：Pyrgilauda ruficollis isabellina），是中国的特有物种。分布于新疆、青海等地。该物种的模式产地在新疆祁漫山和青海柴达木盆地。[3]
- 棕颈雪雀指名亚种（学名：Pyrgilauda ruficollis ruficollis），是中国的特有物种。分布于锡金以及中国大陆的辽宁、青海、四川、西藏等地。该物种的模式产地在锡金。[4]